# Montañas Tsaus
Las Montañas de Tsaus es una cadena montañosa dentro de la «Zona Restringida del Diamante», también llamada Parque nacional de Sperrgebiet, situada en la parte suroeste de Namibia. Alcanza una altura de 1107 m.
Visto desde la vista aérea del norte, su forma se parece a la letra griega «Omega ω». Las Montañas de Tsaus tienen una estructura de capas horizontales y su expansión es de unos 11 km × 11 km.
Varios lugares de la cadena montañosa están cubiertos de arena que es arrastrada por tormentas con grandes velocidades del viento. La precipitación media anual en esta zona del Namib asciende a solamente a unos pocos milímetros.
Los arbustos que se encuentran en las montañas solo sobreviven gracias a la niebla, que a veces se forma sobre el frío Atlántico y luego, durante el día, se deriva lejos en el desierto. Los pocos árboles de  espinas de camello, o espina de jirafa, o gáa en afrikáans toman su agua de acumulaciones subterráneas profundas.
En una expedición botánica en el año 1995 Steven Hammer y algunos camaradas descubrieron un tipo aún desconocido de Lithops dentro del área de la «Meseta de Tsaus». Debido a esta área aislada a lo largo del borde sur de la Meseta de Tsaus, llamaron a esta especie Lithops hermetica.

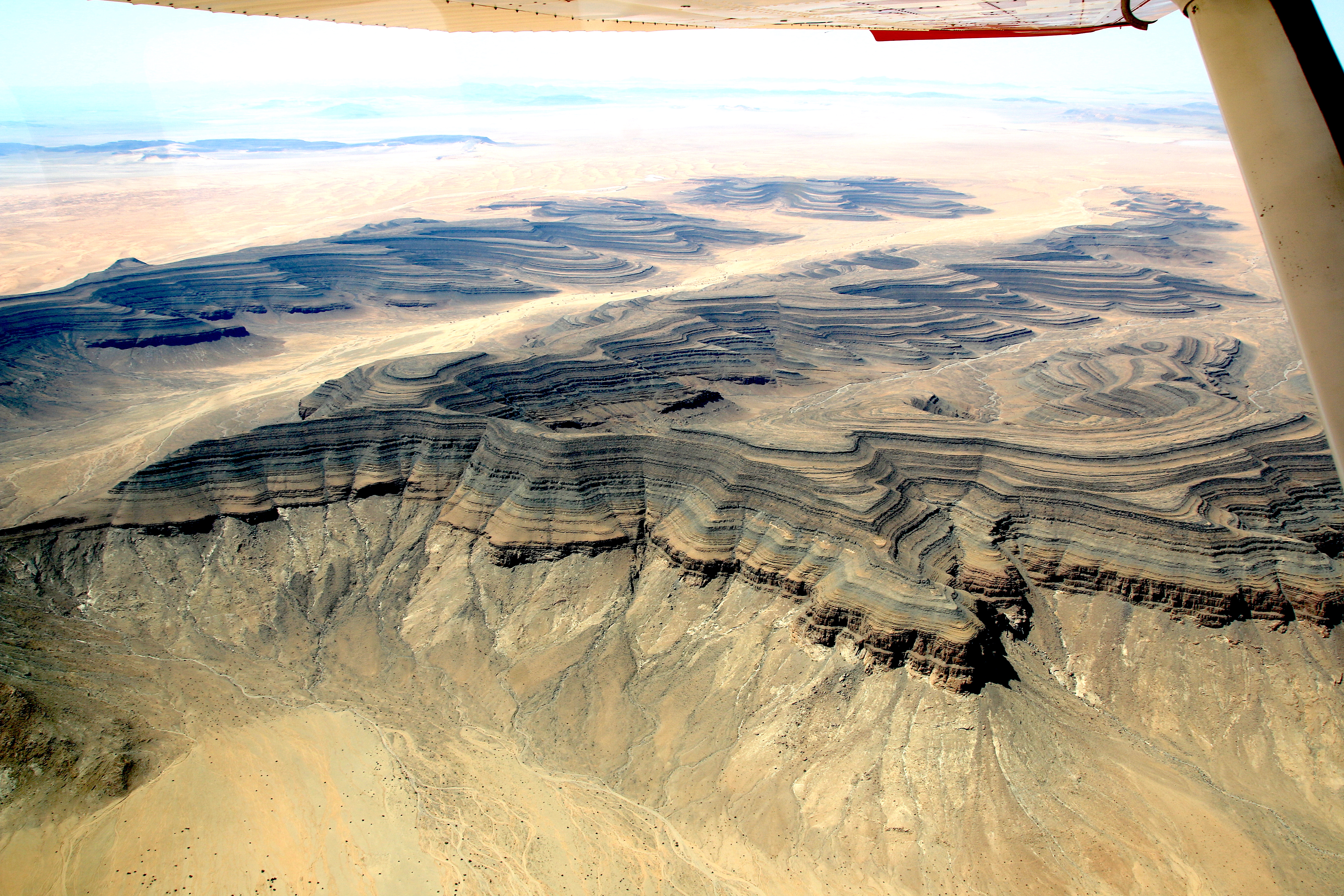
Vista aérea de los montes Tsaus
Dirección de la vista al sureste (2018)

## Imágenes
Imágenes de las Montañas Tsaus. 